# Paepalanthus pubescens
Paepalanthus pubescens är en gräsväxtart som beskrevs av Friedrich August Körnicke. Paepalanthus pubescens ingår i släktet Paepalanthus och familjen Eriocaulaceae. Inga underarter finns listade i Catalogue of Life.